# Sphenoraia anjiensis
Sphenoraia anjiensis es una especie de insecto coleóptero de la familia Chrysomelidae.
Fue descrita científicamente en 1998 por Yang & Li.